# Тракало Олег Дмитрович
Олег Дмитрович Тракало (нар. 14 лютого 1998, Товсте, Тернопільська область) — український футболіст, який грає на позиції нападника.

## Клубна кар'єра
Олег Тракало є вихованцем тернопільської міської ДЮСШ, де його першими тренерами були Анатолій Назаренко та Василь Івегеш. Дебютував у професійному футболі Олег Тракало в муніципальній тернопільській команді в 2014 році, проте зіграв за клуб лише один матч у першій лізі лише один матч. У 2015 році молодий футболіст грав за аматорський клуб зі Львова «Погонь». 
У кінці 2015 року Олег Тракало став гравцем луцької «Волині», дебютував у дублюючому складі команди 3 жовтня 2015 в матчі проти дублюючого складу луганської «Зорі». У головній команді «Волині» у Прем'єр-лізі Тракало дебютував 27 травня 2017 року в матчі проти львівських «Карпат», вийшовши на заміну на 68 хвилині матчу замість Романа Никитюка. У наступному матчі з дніпровським «Дніпром» футболіст вийшов у основному складі команди, проте матч не був дограний через поведінку уболівальників.
У наступному сезоні зіграв за клуб у чотирьох матчах першої ліги, а на початку 2018 року повернувся до Прем'єр-ліги, ставши гравцем  «Чорноморця». Проте в одеській команді грав лише в молодіжній команді, й покинув ї в липні 2020 року. Надалі Олег Тракало грав у аматорських командах «Перспектив» (Рашків) і «Дністер» (Заліщики).